# Cat Street
Cat Street (キャットストリート, Kyatto Sutorīto) est un manga shōjo écrit et illustré par Yōkō Kamio. Il a été prépublié dans le magazine Bessatsu Margaret de l'éditeur Shūeisha entre 2004 et 2007, et 8 tomes sont sortis en octobre 2007. En France, le manga est édité par Kana depuis septembre 2010, et les 8 tomes sont disponibles depuis septembre 2011.
Il a été adapté en un drama de 6 épisodes en 2008.

## Synopsis
Durant son enfance, Keito, poussée par sa mère, devient une jeune actrice populaire. Mais, à la suite d'un incident sur scène, elle se referme sur elle-même et vit en marge de la société.
Un jour, alors âgée de 17 ans, elle fait la connaissance d'un professeur qui la convainc d'intégrer une école libre, El Liston, qui rassemble des jeunes gens rejetés par la société.
Elle y rencontre de nouveaux amis, en qui elle peut avoir confiance, et qui l'aident à donner un sens à sa vie.

## Personnages
Keito AoyamaKeito Aoyama est l'héroïne du manga. C'était une enfant actrice dont la carrière s'est terminé brutalement après un incident sur scène. Depuis, elle vit isolée du monde (hikikomori). Un jour, alors qu'elle a 16 ans, le directeur d'une école active ( "El liston ")viens lui parler et lui propose d'entrer dans son lycée. Elle s'y fait des amis ( Rei , Koichi et de Momijii ) qui lui redonnent le gout de vivre.
Koichi MineC'est un des plus anciens élèves d'El Liston, il est très doué en informatique. Il crée des programmes pour gagner de l'argent et devient un des amis de Keito. Plus tard dans le manga, il créera sa propre entreprise à seulement 19 ans.
Momiji NodaC'est une élève d'El Liston et amie de Keito. Elle a un style vestimentaire assez particulier car c'est elle qui les a créés et aussi  basé sur le Sweet Lolita[Quoi ?] ; c'est d'ailleurs la raison qui l'a poussé à rejoindre cette école. Par la suite elle travaille dans une boutique de vêtement.
Rei SaekiC'est un ancien joueur de football et champion inter-lycée. Au fil des pages, il tombe amoureux de Keito. Il reprend goût au foot ce qui l'amène à partir jouer au Brésil puis en Angleterre.

### Fiche technique
- Édition japonaise : Shūeisha
  - Nombre de volumes sortis : 8 (terminé)
  - Date de première publication : avril 2005
  - Prépublication : Bessatsu Margaret
- Édition française : Kana
  - Nombre de volumes sortis : 8 (terminé)
  - Date de première publication : septembre 2010
  - Format : 115 mm x 175 mm

### Liste des volumes
| no | Japonais          | Japonais          | Français          | Français      |
| no | Date de sortie    | ISBN              | Date de sortie    | ISBN          |
| -- | ----------------- | ----------------- | ----------------- | ------------- |
| 1  | 25 avril 2005     | 4-08-847847-9     | 17 septembre 2010 | 9782505008323 |
| 2  | 25 avril 2005     | 4-08-847848-7     | 17 septembre 2010 | 9782505008330 |
| 3  | 25 novembre 2005  | 4-08-846007-3     | 5 novembre 2010   | 9782505008347 |
| 4  | 24 mars 2006      | 4-08-846042-1     | 7 janvier 2011    | 9782505010203 |
| 5  | 25 août 2006      | 4-08-846087-1     | 4 mars 2011       | 9782505010210 |
| 6  | 25 avril 2007     | 978-4-08-846165-6 | 6 mai 2011        | 9782505010227 |
| 7  | 25 septembre 2007 | 978-4-08-846216-5 | 1 juillet 2011    | 9782505010234 |
| 8  | 25 avril 2008     | 978-4-08-846291-2 | 23 septembre 2011 | 9782505012252 |